# دائوکسوان
دائوکسوان (انگلیسی: Daoxuan؛ ۵۹۶ – ۶۶۷) مترجم، و بهکشو اهل ملت چین بود.